# Kapucynka białoczelna
Kapucynka białoczelna (Cebus albifrons) – gatunek ssaka naczelnego z podrodziny kapucynek (Cebidae) w obrębie rodziny płaksowatych (Cebinae).

## Zasięg występowania
Kapucynka białoczelna występuje w dorzeczu górnego biegu Amazonki w południowej Wenezueli (stan Amazonas), południowej i wschodniej Kolumbii (region kolumbijskiej Amazonii, na północ od rzek Amazonka i Putumayo oraz fragmentarycznie na wschodnich nizinach na zachód od rzeki Orinoko, na północ aż do dolnego biegu rzeki Meta) i północno-zachodniej Brazylii (na północ od Solimões, na zachód od rzek Negro i Branco, aż do rzeki Uraricoera); najwyraźniej gatunek ten jest nieobecny w kolumbijskim dorzeczu Amazonki ze środkowych i górnych biegów rzek Meta i Vichada oraz z północnego brzegu górnego biegu rzeki Guaviare.

## Taksonomia
Gatunek po raz pierwszy naukowo opisał w 1812 roku niemiecki przyrodnik Alexander von Humboldt nadając mu nazwę Simia albifrons. Jako miejsce typowe odłowu holotypu Humboldt wskazał lasy w pobliżu Santa Bárbara i katarakty w rzece Orinoko, w Amazonii, w Wenezueli. 
Badania oparte na genetyce molekularnej wykazały, że kapucynki białoczelne na południe od Amazonki są zupełnie inne niż te z północy. Wyodrębniony ponownie do rangi gatunku Cebus unicolor reprezentuje kapucynki występujące na południe od rzeki, a te z północy nadal są traktowane jako C. albifrons. Może być więcej taksonów kapucynek występujących na północ i południe od Amazonki, które nie zostały dotychczas zidentyfikowane. Taksony pośrednie między C. albifrons i C. capucinus występują w środkowej dolinie San Jorge, w dolnym biegu rzeki Cauca w Kolumbii. Autorzy Illustrated Checklist of the Mammals of the World uznają ten takson za gatunek monotypowy.

### Etymologia
- Cebus: gr. κηβος kēbos „długoogoniasta małpa”[8].
- albifrons: łac. albus „biały”; frons, frontis „czoło, brwi”[9].

## Charakterystyka

### Morfologia
Długość ciała (bez ogona) samic 36,5–37,5 cm, samców 37,5 cm, długość ogona samic 41–46 cm, samców 42,5 cm. Osiąga masę ciała od 1100 do 3300 g. Sierść w kolorze jasnobrązowym przechodzącym w kremowo-biały na głowie. Występuje u nich dymorfizm płciowy, samce są większe i mogą mieć jaśniejszą końcówkę ogona.

### Rozmnażanie
Okres ciąży trwa przeciętnie około 160 dni, po czym samica zazwyczaj rodzi jedno młode. Opiekę nad potomstwem sprawują wszystkie samice należące do grupy społecznej. Dojrzałość płciową osobniki osiągają w wieku około 3,5 roku.